# Pseudojuloides mesostigma
Pseudojuloides mesostigma är en fiskart som beskrevs av Randall och Randall, 1981. Pseudojuloides mesostigma ingår i släktet Pseudojuloides och familjen läppfiskar. IUCN kategoriserar arten globalt som livskraftig. Inga underarter finns listade i Catalogue of Life.